# Tržní ekonomika
Tržní ekonomika je taková ekonomika, ve které jsou ekonomická rozhodnutí vedena v konkurenčním prostředí, cenami závislými na střetu nabídky s poptávkou. Základním mechanismem koordinující tržní hospodářství je trh, na němž jsou alokovány výrobní faktory. 

## Porovnání s jinými typy ekonomik
Vedle ekonomiky tržní existuje i ekonomika plánovaná a ekonomika smíšená. Tržní ekonomika předpokládá soukromé vlastnictví výrobních faktorů, kdežto v příkazové ekonomice je plánovacími orgány předem stanoveno, co, kolik, pro koho a za jakou cenu bude kdo vyrábět (v centrálně řízeném socialistickém Československu byla tímto úkolem pověřena Státní plánovací komise). Ekonomika smíšená pak kombinuje tržní mechanismy s intervencemi státu. Podle této definice se většina současných zemí řadí právě k ekonomikám smíšeným.  Ve společnosti ale převládá bipolární rozdělení na tržní a centrálně plánovanou ekonomiku. Například vstup do Evropské unie je podmíněn fungujícím tržním hospodářstvím, ale s intervencemi státu, což by de-facto znamenalo vytvořit ekonomiku smíšenou. 

## Vlastnosti

### Nabídka a poptávka
Podrobnější informace naleznete v článku: Nabídka a poptávka
Nepostradatelným aspektem tržní ekonomiky jsou trhy, na nichž dochází ke střetu nabídky a poptávky. Je na nich alokována většina zdrojů a čím větší tato většina je, tím spíše se dá mluvit o tržní ekonomice. Střetem nabídky a poptávky dochází k tvorbě cen. Do nich může zasahovat stát tvorbou cenových hranic, jako je například minimální mzda.

### Vztah k majetkovým právům
Pro správné fungování tržních ekonomik je nezbytné mít v zemi jasně definovaná a právně vymahatelná majetková práva. Už samotná existence trhu implikuje, že musí existovat něco, co je nabízeno a poptáváno (nikoliv centrálně rozhodnuto). To nemusí nutně znamenat připuštění soukromého vlastnictví, což je charakteristické pro teoretický model tržního socialismu. Zpravidla jsou ale výrobní faktory v ekonomice v soukromém vlastnictví.

## Kapitalismus
Kapitalismus je ekonomický systém, kde jsou výrobní faktory z velké části nebo zcela v soukromém vlastnictví, provozovány za účelem zisku a strukturované na proces akumulace kapitálu. Obecně platí, že v kapitalistických systémech jsou investice, distribuce, příjmy a ceny určovány trhy, ať už regulovanými nebo neregulovanými.
Existují různé variace kapitalismu s různými vztahy k trhům. V laissez-faire a variacích kapitalismu na volném trhu jsou trhy využívány nejrozsáhleji s minimálními nebo žádnými státními zásahy a minimální nebo žádnou regulací cen nabídky zboží a služeb. V intervenčním a sociálním kapitalismu a smíšených ekonomikách nadále hrají dominantní roli trhy, ale jsou do jisté míry regulovány vládou za účelem nápravy selhání trhu nebo podpory sociálního blahobytu.
Kapitalismus je v západním světě dominantní od konce feudalismu. Tvrdí se však, že pojem smíšené ekonomiky přesněji popisuje většinu současných ekonomik kvůli tomu, že obsahují jak soukromé, tak státní podniky. V kapitalismu určuje ceny měřítko poptávky a nabídky. Zvýšení poptávky po určitém produktu motivuje podnikatele ke zvýšení nabídku daného produktu skrze zvýšení ceny a tedy i případné marže. Naopak snížení poptávky vede k nižší nabídce skrze snížení cen a tedy i marží.

### Volně tržní kapitalismus
Kapitalistická ekonomika volného trhu je ekonomický systém, kde ceny zboží a služeb jsou volně stanoveny silami nabídky a poptávky a je jim dovoleno dosáhnout bodu rovnováhy bez zásahu vládní politiky. Obvykle to zahrnuje podporu vysoce konkurenčních trhů a soukromé vlastnictví produktivních podniků. Laissez-faire je rozsáhlejší forma ekonomiky volného trhu, kde se role státu omezuje na ochranu vlastnických práv.

### Laissez-faire kapitalismus
Laissez-faire je synonymem toho, jak bylo během první poloviny 19. století označována přísná kapitalistická ekonomika volného trhu jako klasický liberální ideál k úspěchu. Obecně se rozumí, že nezbytné součásti fungování idealizovaného volného trhu zahrnují úplnou absenci vládní regulace, dotace, umělé cenové tlaky, vládní monopoly a žádné daně ani cla kromě toho, co je nezbytné, aby vláda poskytovala ochranu před nátlakem a krádeží, udržování míru a vlastnických práv a zajišťování základních veřejných statků. Pravicoví zastánci anarchokapitalismu považují stát za morálně nelegitimní a ekonomicky zbytečný a destruktivní. Ačkoli laissez-faire je běžně spojován s kapitalismem, existuje podobný levicový systém laissez-faire nazývaný anarchismus volného trhu, známý také jako antikapitalismus volného trhu a socialismus volného trhu, aby se odlišil od kapitalismu laissez-faire… Kritici laissez-faire, tvrdí, že skutečně systém laissez-faire by byl antikapitalistický a socialistický. 

### Sociální kapitalismus
Sociální kapitalismus je kapitalistická ekonomika, která zahrnuje veřejné politiky upřednostňující rozsáhlá ustanovení pro služby sociální péče. Ekonomický mechanismus zahrnuje volný trh a převahu soukromých podniků v ekonomice, ale veřejné poskytování univerzálních sociálních služeb je zaměřeno na posílení autonomie jednotlivců a maximalizaci rovnosti. Mezi příklady současného sociálního kapitalismu patří severský model kapitalismu převládající v severní Evropě. 

### Regionální modely

#### Anglosaský model
Anglosaský kapitalismus je forma kapitalismu převládající v anglofonních zemích a typická pro ekonomiku Spojených států. Je v kontrastu s evropskými modely kapitalismu, jako je model kontinentálního sociálního trhu a severský model. Anglosaský kapitalismus označuje režim makroekonomické politiky a strukturu kapitálového trhu, které jsou společné anglofonním ekonomikám. Mezi tyto charakteristiky patří nízké sazby daně, otevřenější finanční trhy, nižší ochrana trhu práce a méně velkorysý sociální stát, který se vyhýbá schématům kolektivního vyjednávání v kontinentálních a severoevropských modelech kapitalismu. 

#### Východoasijský model
Východoasijský model kapitalismu zahrnuje silnou roli státních investic a v některých případech zahrnuje státní podniky. Stát se aktivně podílí na podpoře hospodářského rozvoje prostřednictvím dotací, podpory „národních šampionů“ a exportního modelu růstu. Skutečná praxe tohoto modelu se v jednotlivých zemích liší. Toto označení bylo aplikováno na ekonomiku Číny, Japonska, Singapuru, Jižní Koreje a Tchaj-wanu. Souvisejícím pojmem v politické vědě je vývojový stát.

#### Sociálně tržní ekonomika
Sociálně tržní ekonomiku realizovali Alfred Müller-Armack a Ludwig Erhard po druhé světové válce v západním Německu. Sociálně tržní ekonomický model, někdy nazývaný rýnský kapitalismus, je založen na myšlence realizace výhod volného tržního hospodářství, zejména ekonomické výkonnosti a vysoké nabídky zboží, přičemž se zamezí nevýhodám, jako je selhání trhu, destruktivní konkurence, koncentrace ekonomické síly a sociálně škodlivé účinky tržních procesů. Cílem sociálně tržního hospodářství je dosáhnout největší prosperity v kombinaci s nejlepším možným sociálním zabezpečením. Jeden rozdíl oproti ekonomice volného trhu spočívá v tom, že stát není pasivní, ale přijímá aktivní regulační opatření.  Cíle sociální politiky zahrnují politiku zaměstnanosti, bydlení a vzdělávání, jakož i sociálně politicky motivované vyvážení rozdělení růstu příjmů. Charakteristikou sociálně tržních ekonomik je silná politika hospodářské soutěže a kontrakční měnová politika. Filozofickým pozadím je neoliberalismus nebo ordoliberalismus. 

## Socialismus
Tržní socialismus je forma tržní ekonomiky, ve které většinu výrobních prostředků vlastní stát, ale ceny jsou určovány konkurenčními tržními mechanismy. Hlavní rozdíl mezi tržním socialismem a kapitalismem spočívá v tom, že zisky plynou společnosti jako celku místo soukromým vlastníkům, jak je tomu u kapitalismu.
Charakteristickým rysem mezi netržním a tržním socialismem je existence trhu pro výrobní faktory a kritéria ziskovosti pro podniky. Zisky plynoucí z veřejně vlastněných podniků lze pak využívat k reinvestování do další výroby, k přímému financování vlády a sociálních služeb nebo mohou být přerozděleny veřejnosti prostřednictvím sociální dividendy nebo základního nepodmíněného příjmu.
Americký ekonom a zastánce tržního socialismu Jaroslav Vaněk tvrdí, že skutečně volné trhy nejsou možné za podmínek soukromého vlastnictví produktivního majetku. Myslí si, že třídní rozdíly a nerovnosti v příjmech a moci, které vyplývají ze soukromého vlastnictví, umožňují zájmům dominantní třídy vychýlit trh v jejich prospěch, a to buď ve formě monopolu a tržní síly, nebo využitím jejich bohatství a zdrojů na uzákonění vládních politik, které prospívají jejich konkrétním obchodním zájmům. Vaněk dále uvádí, že pracovníci v socialistické ekonomice založené na družstevních a samosprávných podnicích mají silnější pobídky k maximalizaci produktivity, protože by kromě pobírání fixní mzdy dostávali i podíl na zisku na základě celkového výkonu svého podniku. Podle něj lze silnějších pobídek k maximalizaci produktivity, které si představuje v socialistické ekonomice založené na družstevních a samosprávných podnicích, dosáhnout v tržní ekonomice, pokud by společnosti vlastněné zaměstnanci byly normou, jak si ji představovali různí myslitelé, včetně Louise O. Kelsa a James S. Albus.

### Modely tržního socialismu
Kořeny tržního socialismu lze nalézt v klasické ekonomii, v dílech Adama Smitha, v myšlenkách Rikardovských socialistů a Filozofů mutualismu.
Ve třicátých letech vyvinuli ekonomové Oskar Lange a Abba Lerner model socialismu, který předpokládal, že veřejný orgán nazýván „Ústřední plánovací radou“ může stanovovat ceny metodou pokusu a omylu, dokud se nevyrovnají mezním nákladům na výrobu, aby dosáhli dokonalé konkurence a paretova optima. V tomto modelu socialismu by byly podniky ve vlastnictví státu a řízeny jejich zaměstnanci. Zisky by pak byly vypláceny mezi obyvatelstvo v sociální dividendě. Tento model se začal označovat jako tržní socialismus, protože zahrnoval použití peněz, cenový systém a simulované kapitálové trhy, které všechny chyběly v tradičním netržním socialismu.
Novějším modelem tržního socialismu je model amerického ekonoma Johna Roemera, označovaný jako ekonomická demokracie. V tomto modelu je sociálního vlastnictví dosaženo prostřednictvím veřejného vlastnictví kapitálu v tržní ekonomice. Úřad veřejného vlastnictví by pak vlastnil hlavní podíly ve veřejně kótovaných společnostech, aby se vytvořené zisky používaly na veřejné finance a na poskytování základního nepodmíněného příjmu.
Někteří anarchisté a liberální socialisté prosazují formu tržního socialismu, kdy jsou podniky vlastněny a řízeny kooperativně jejich zaměstnanci, takže zisky přímo odměňují zaměstnance-vlastníky. Tyto družstevní podniky by si navzájem konkurovaly stejným způsobem, jako by si konkurovaly soukromé společnosti na kapitalistickém trhu. První zásadní zpracování tohoto typu tržního socialismu provedl Pierre-Joseph Proudhon a nazýval se mutualismus.
Samosprávný tržní socialismus podporovali v Jugoslávii ekonomové Branko Horvat a Jaroslav Vaněk. V samosprávném modelu socialismu by firmy přímo vlastnily jejich zaměstnanci a správní rada by byla volena zaměstnanci. Tyto kooperativní firmy by si navzájem konkurovaly na trhu jak s kapitálovým zbožím, tak s prodejem spotřebního zboží.

### Socialistická tržní ekonomika
Po reformách z roku 1978 vyvinula Čína takzvanou socialistickou tržní ekonomiku, ve které je většina ekonomiky ve vlastnictví státu, přičemž státní podniky jsou organizovány jako akciové společnosti s různými vládními agenturami vlastnícími kontrolní akcie prostřednictvím systému akcionářů. Ceny stanoví systém převážně pomocí svobodné stanovování cen a státní podniky nepodléhají mikromanagementu vládní plánovací agentury. Podobný systém zvaný socialisticky orientovaná tržní ekonomika se objevil ve Vietnamu po reformách Đổi Mới v roce 1986.Tento systém je často charakterizován jako státní kapitalismus místo tržního socialismu, protože ve firmách neexistuje žádný smysluplný stupeň samosprávy zaměstnanců, protože státní podniky si ponechávají své zisky místo toho, aby byly rozděleny mezi pracovníky nebo vládu, a protože mnoho jich funguje jako de facto soukromé podniky. Zisky ani nefinancují sociální dividendy ve prospěch celého lidu, ani nepřijdou svým zaměstnancům. V Číně je tento ekonomický model prezentován jako předběžná fáze socialismu k vysvětlení dominance kapitalistických postupů řízení a organizace podniků jak ve státním, tak i nestátním sektoru.

## Tržní ekonomika v náboženství
Velké množství filozofů a teologů propojovalo tržní ekonomiku s monoteistickými hodnotami. Michael Novak popsal kapitalismus jako úzce související s katolicismem, Max Weber dával kapitalismus do souvislostí s protestantismem. Ekonom Jeffrey Sachs uvedl, že jeho práce byla inspirována uzdravujícími atributy judaismu. Vrchní rabín Lord Sacks ze Spojené synagogy vytváří korelaci mezi moderním kapitalismem a židovským obrazem Zlatého telete.

### Křesťanství
V rámci křesťanské víry prosazovalo hnutí za osvobození teologie zapojení církve do kapitalismu na trhu práce. Mnoho kněží a jeptišek se integrovalo do pracovních organizací, zatímco jiní se přestěhovali do slumů, aby žili mezi chudými. Svatá trojice byla interpretována jako výzva k sociální rovnosti a odstranění chudoby. Papež byl však velmi aktivní ve své kritice teologie osvobození. Obzvláště ho znepokojovala zvýšená fúze mezi křesťanstvím a marxismem. Uzavřel katolické instituce, které vyučovaly teologii osvobození, a vyloučil některé své aktivisty z církve.

### Buddhismus
Buddhistickým přístupem k tržnímu hospodářství se zabýval E. F. Schumacher ve své eseji „Buddhistická ekonomie“ z roku 1966. Schumacher tvrdil, že tržní hospodářství vedené buddhistickými principy by úspěšněji uspokojovalo potřeby obyvatel. Zdůrazňoval význam provozování činností, které se držely buddhistického učení. Tato jeho esej se později stala povinnou četbou pro kurz, který Clair Brown nabídl Kalifornské univerzitě v Berkley. 

## Kritika
Ekonom Joseph Stiglitz tvrdí, že trhy trpí informační neefektivitou a předpokládaná efektivita trhů vyplývá z chybných předpokladů neoklasické ekonomiky blahobytu, zejména z předpokladu dokonalých a beznákladných informací a souvisejících motivačních problémů.  Nicméně Stiglitz se nezasazuje o nahrazení trhů, ale místo toho uvádí, že tkví významná úloha ve vládních intervencích na podporu efektivity trhů a řešení všudypřítomných selhání trhu, která existují v současných ekonomikách. Spravedlivé tržní hospodářství je ve skutečnosti martingála nebo Brownův pohybový model a pro účastníka takového modelu není za daných okolností více než 50 %  šance na úspěch.  Vzhledem k fraktálnosti každého spravedlivého trhu a k tomu, že se na účastníky trhu vztahuje právo hospodářské soutěže, které ukládá povinnost reinvestovat stále větší část zisku, je průměrná statistická pravděpodobnost úpadku v rámci poločasu trvání kteréhokoli účastníka rovněž 50 % a 100 % bez ohledu na to, zda se uvažuje o nekonečném vzorku času.
Robin Hahnel a Michael Albert tvrdí, že „trhy ze své podstaty produkují třídní dělení“. Albert uvádí, že i kdyby všichni začínali s vyváženým komplexem pracovních míst (za směsi rolí rozdílné tvořivosti, odpovědnosti a posílení postavení) v tržním hospodářství, vznikly by třídní rozdíly. Argumentuje:
Aniž bychom zacházeli příliš daleko, je zřejmé, že v tržním systému s nerovnoměrným rozdělením pracovních možností, jako je tomu v hospodářské demokracii, budou někteří pracovníci schopni lépe než jiní využít výhod hospodářského zisku. Pokud například jeden pracovník navrhuje automobily a druhý je staví, projektant použije své kognitivní dovednosti častěji než stavitel. V dlouhodobém horizontu se projektant stane zběhlejším v koncepční práci než stavitel, což dá bývalému dodavateli větší vyjednávací sílu ve firmě při rozdělování příjmů. Koncepční pracovník, který není spokojen se svým příjmem, může vyhrožovat, že bude pracovat pro společnost, která mu bude platit více. Důsledkem je třídní dělba mezi koncepčními a manuálními dělníky a v konečném důsledku mezi manažery a dělníky a faktický trh práce pro koncepční dělníky. 
David McNally v Marxistické tradici tvrdí, že logika trhu ze své podstaty produkuje nespravedlivé výsledky a vede k nerovným výměnám, a tvrdí, že morální záměr a morální filozofie Adama Smithe prosazující stejnou výměnu byla podkopána praxí volných trhů, které prosazoval. Rozvoj tržní ekonomiky zahrnoval nátlak, vykořisťování a násilí, které Smithova morální filozofie nedokázala pochopit. McNally rovněž kritizuje tržní socialisty za to, že věří v možnost spravedlivých trhů založených na rovnocenných výměnách, jichž by bylo možné dosáhnout vynětím parazitických prvků z tržní ekonomiky, jako je soukromé vlastnictví výrobních prostředků. McNally tvrdí, že tržní socialismus je protimluv, pakliže je socialismus definován jako konec práce založené na mzdách. 